# Croton piluliferus
Espèce
Croton piluliferus est une espèce de plantes à fleurs du genre Croton et de la famille des Euphorbiaceae, présente de la Bolivie jusqu'au nord-est de l'Argentine.
Il a pour synonyme :
- Croton densiflorus, Pax et K.Hoffm., 1921